# Minoru N. Tamura
Minoru N. Tamura (1964) es un botánico japonés del Jardín Botánico de la Universidad de Osaka, Japón, desarrollando también actividades académicas en la Universidad de la Ciudad de Osaka.
Tanaka es un experto en la familia Liliaceae. Y aportó significativamente a "Flora de China" y a "Flora de Tailandia"

## Algunas publicaciones
- jun Yamashita, art Vogel, minoru n. Tamura. 2007. Molecular Phylogeny and Taxonomic Reconsideration of the Genus Peliosanthes (Convallariaceae)». 12th Flora of Thailand Meeting resumen en línea

- ----------------------, minoru n. Tamura. 2004. «Phylogenetic analyses and chromosome evolution in Convallarieae (Ruscaceae sensu lato), with some taxonomic treatments ». J. of Plant Res. 117 ( 5): 363—370

- minoru n. Tamura, liang Songyun, nicholas j. Turland. 2000. New Combinations in Campylandra (Convallariaceae, Convallarieae). Novon 10 (2): 158-160 en línea

- j.g. Conran, minoru n. Tamura. 1998. Convallariaceae. En: K. Kubitzki (ed.) The Families and Genera of Vascular Plants, 3. Springer-Verlag, Berlín. pp. 186-198

### Libros
- chen Xinqi (陈心启chen Sing-chi), liang Songyun (梁松筠liang Song-jun), xu Jiemei (许介眉); minoru n. Tamura. 2000. Liliaceae. Flora of China 24: 73–263

- La abreviatura «M.N.Tamura» se emplea para indicar a Minoru N. Tamura como autoridad en la descripción y clasificación científica de los vegetales.[5]